# クルップ・プロッツェ
クルップ・プロッツェ（Krupp Protze）は、第二次世界大戦時にドイツ国防軍で運用された6×4輪駆動の軍用車両である。主に軽砲兵トラクターや兵員輸送車として使用された。

## 概要
クルップ・プロッツェは第二次世界大戦前の1933年-大戦前半の1941年にかけて、総計約7,000両がクルップ社で生産された。形態としては急傾斜したエンジンフードを持つ3軸・6×4輪駆動のボンネットトラック型で、約1トンの積載容量を持っている。エンジンは出力55馬力、排気量3.5Lの水平対向4気筒空冷ガソリンエンジンで、このエンジンが小型であることからエンジンフード部分が車体全体に比して小型、低背のものとなっている。また、サスペンション構造は、前2輪はリーフスプリング式で、後ろの4輪は独立懸架のダブルウィッシュボーン式という特徴的なものとなっている。
生産したクルップ社による分類では、1933年-1936年に生産された前期型がL2 H43、1937年-1941年に生産された後期型がL2 H143の型式に分類される。L2 H143はL2 H43のエンジン出力を60馬力に強化したもので、外見にはほとんど変化はない。
また、クルップ・プロッツェを運用したドイツ国防軍では、車両の運用方法による形式分類を行った。主要な生産型は3.7 cm PaK 36対戦車砲などの牽引に多用された砲兵トラクター型のKfz.69、非装甲の兵員輸送車として使用されたKfz.70で、この他にも無線通信設備などを搭載した数種類の特殊仕様が運用された。また、特殊な派生型としては、クルップ・プロッツェの車台を利用した装輪装甲車としてSd.Kfz.247が開発され、少数が生産された。
1941年以降、ドイツ国防軍では小型軍用車両を2軸4×4輪駆動あるいは4×2輪駆動とする方針が取られ、クルップ・プロッツェの生産は終了したが、運用は引き続き第二次大戦を通じて行われた。

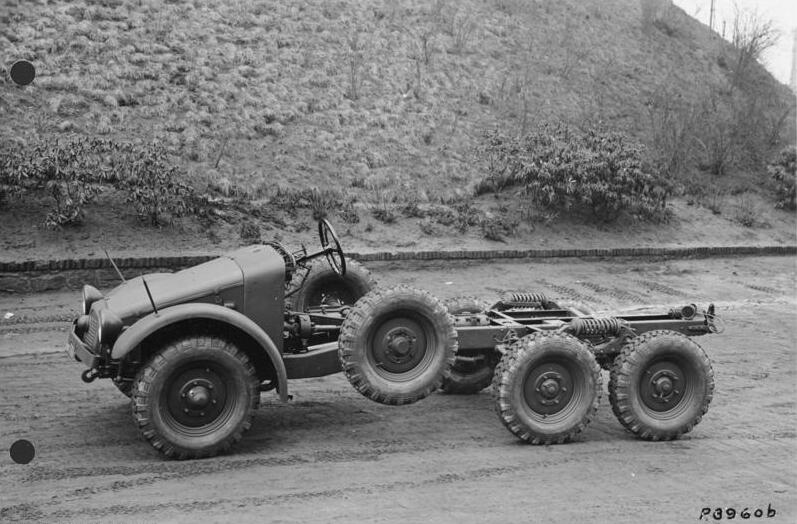
クルップ・プロッツェのシャーシ部分
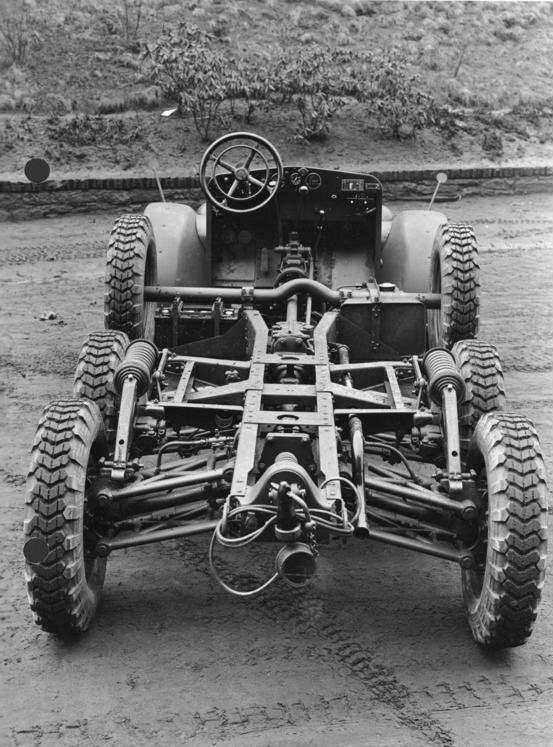
後方から見たシャーシ。後輪の独立懸架サスペンションが確認できる

## 形式・派生型

### クルップ社による形式分類
L2 H43
1933年-1936年生産の前期型。エンジン出力55馬力。
L2 H143
1937年-1941年生産の後期型。エンジン出力60馬力。

### ドイツ国防軍による形式分類
Kfz.19
パネルバン型の電話通信車。
Kfz.21
スタッフカー（士官向け乗用車）型。
Kfz.68
パネルトラック型の無線通信用アンテナ搭載車。
Kfz.69
軽砲兵トラクター型。3.7 cm PaK 36対戦車砲などの牽引に多用された。主要生産型の1つで、総生産数の45%を占める。
Kfz.70
兵員輸送車型。荷台部分にベンチシートが装備されている。主要生産型の1つで、総生産数の48%を占める。
Kfz.81
2 cm Flak 38対空機関砲の弾薬輸送および牽引に使用された車両。荷台部分に2 cm Flak 38を搭載したケースも見られる。
Kfz.83
対空用サーチライトの発電機の搭載およびサーチライト本体の牽引に使用された車両。
Sd.Kfz.247 Ausf.A
L2 H143の車台を流用して製造された装輪装甲車。10両製造。

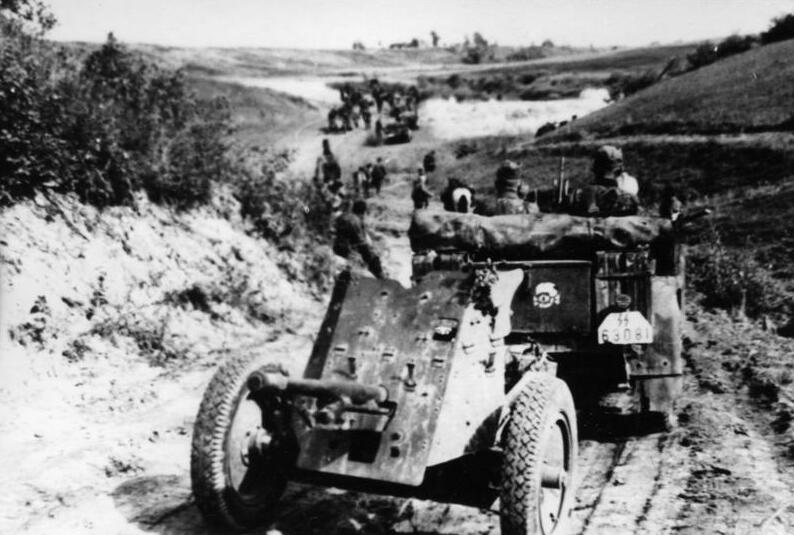
3.7 cm PaK 36対戦車砲を牽引する車両。1941年
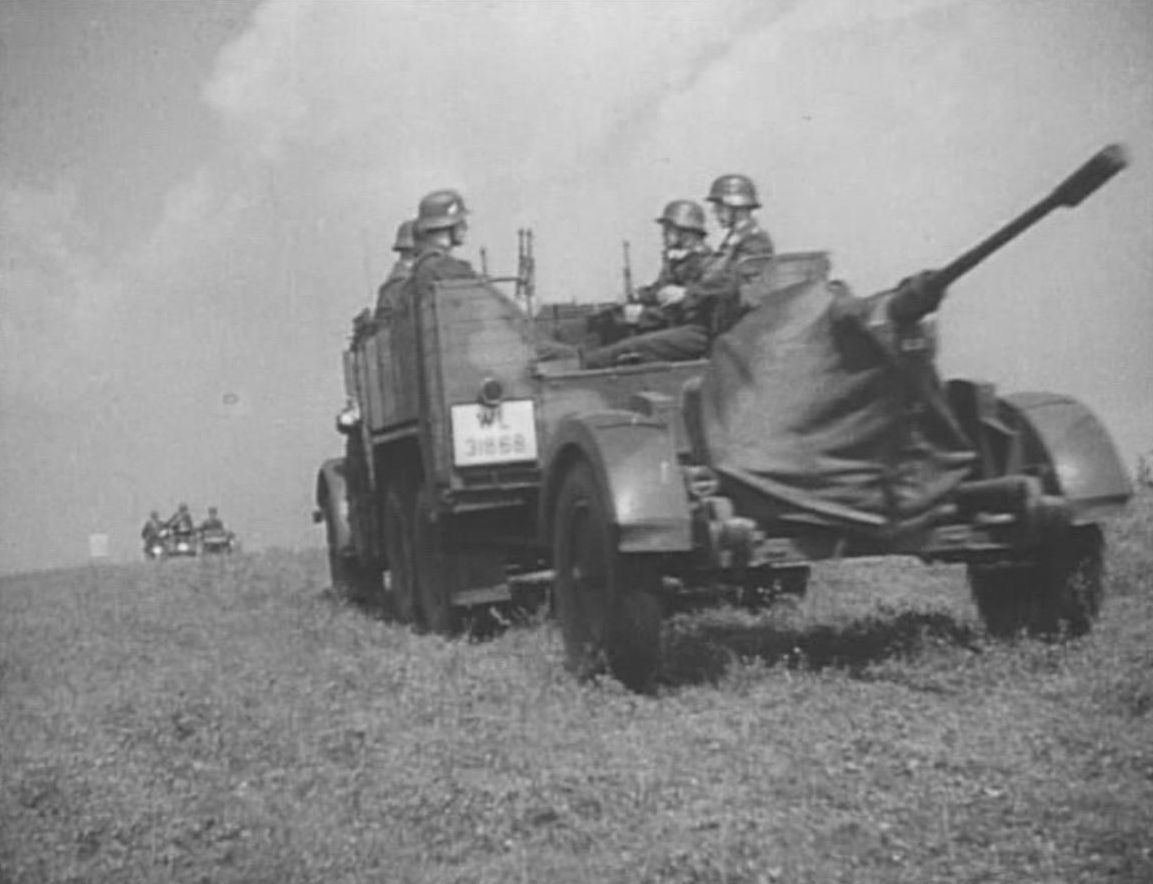
2 cm Flak 38対空機関砲を牽引する車両。1940年
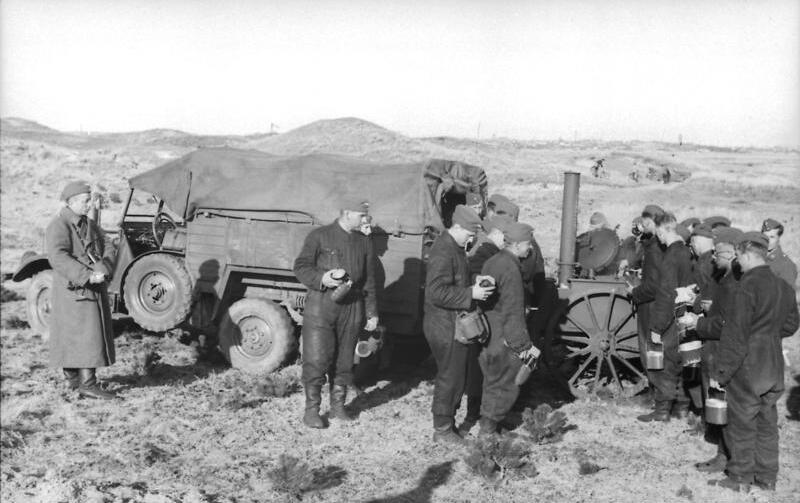
幌を装着し、フィールドキッチンを牽引した車両。1940年